# Riesigk
Riesigk – dzielnica miasta Oranienbaum-Wörlitz w Niemczech, w kraju związkowym Saksonia-Anhalt w powiecie Wittenberga. Leży w dolinie Łaby, między Dessau-Roßlau a Wittenbergą. Liczy 198 mieszkańców (2014).
Do 30 czerwca 2007 gmina należała do powiatu Anhalt-Zerbst, do 31 grudnia 2010 należała do wspólnoty administracyjnej Wörlitzer Winkel.

## Zabytki
- kościół (1797–1800)

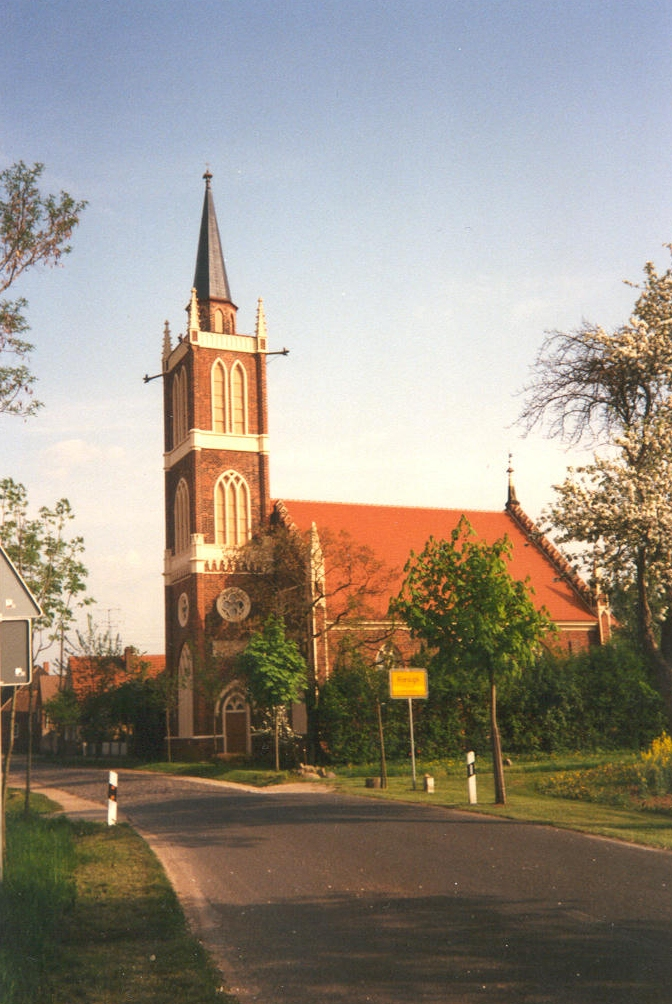
Kościół

- w północnej części dzielnicy rozpoczyna się Rezerwat Biosfery Środkowej Łaby